# Энергетика Ингушетии
Энергетика Ингушетии — сектор экономики региона, обеспечивающий транспортировку и сбыт электрической и тепловой энергии. Ингушетия является одним из двух регионов России, в которых отсутствуют электростанции; таким образом, весь объём потребляемой в регионе электроэнергии поступает извне. В 2020 году на территории Ингушетии энергопотребление составило 827 млн кВт·ч, максимум нагрузок — 141 МВт.

## История
Электрификация Ингушетии до начала 1990-х годов происходила в рамках развития электроэнергетики Чечено-Ингушской АССР. До 1960-х годов для энергоснабжения населенных пунктов региона строились небольшие электростанции, такие как Нестеровская ГЭС на реке Асса, но по мере подключения к централизованному энергоснабжению все они были выведены из эксплуатации. В 1995 году энергетический комплекс Ингушетии был выделен в состав АО «Ингушэнерго». В 1996 году было начато строительство Ингушской газотурбинной электростанции проектной установленной электрической мощностью 64 МВт и тепловой мощностью 40 Гкал/ч, которое велось низкими темпами и в 2002 году было остановлено при готовности 80 %. Аналогично, не было закончено строительство Ачалукской ГЭС мощностью 13,5 МВт на магистральном канале Алхан-Чуртской межреспубликанской оросительной системы, начатое в 2005 году. Возможно строительство каскада ГЭС на реке Асса, состоящего из трёх гидроэлектростанций общей мощностью 119 МВт.

## Генерация электроэнергии
По состоянию на 2021 год, на территории Ингушетии электрогенерирующие мощности отсутствуют.

## Потребление электроэнергии
Потребление электроэнергии в Ингушетии (с учётом потребления на собственные нужды электроподстанций и потерь в сетях) в 2020 году составило 827 млн кВт·ч, максимум нагрузки — 141 МВт. Таким образом, Ингушетия является энергодефицитным регионом. В структуре потребления электроэнергии в регионе лидирует потребление населением и сферой услуг — 55 %, доля обрабатывающей промышленности — 5 %. Крупнейшие потребители электроэнергии (по итогам 2019 года): МУП «Водоканал» — 8,8 млн кВт·ч, ЗАО «Неон» — 4,9 млн кВт·ч, ОАО «УКР» — 4,3 млн кВт·ч. Функции гарантирующего поставщика электроэнергии выполняет филиал ПАО «Россети Северный Кавказ» — «Ингушэнерго».

## Электросетевой комплекс
Энергосистема Ингушетии входит в ЕЭС России, являясь частью Объединённой энергосистемы Юга, находится в операционной зоне филиала АО «СО ЕЭС» — «Региональное диспетчерское управление энергосистем республик Северного Кавказа и Ставропольского края» (Северокавказское РДУ). Энергосистема региона связана с энергосистемами Чечни по четырём ВЛ 110 кВ и двум ВЛ 35 кВ и Северной Осетии по пяти ВЛ 110 кВ и двум ВЛ 35 кВ.
Общая протяженность линий электропередачи напряжением 0,4—110 кВ составляет 3025,4 км, в том числе линий электропередачи напряжением 110 кВ — 317,6 км (17 линий), 35 кВ — 240,1 км (27 линий), 6-10 кВ — 1167,3 км (120 линий), 0,4 кВ — 1300,4 км (999 линий). Общая мощность трансформаторных подстанций составляет 626,2 МВА, в том числе 10 трансформаторных подстанций напряжением 110 кВ общей мощностью 308 МВА, 25 подстанций напряжением 35 кВ общей мощностью 150,9 МВА, 947 подстанций напряжением 6-10 кВ общей мощностью 167,3 МВА. Линии электропередачи и трансформаторные подстанции принадлежат филиалу ПАО «Россети Северный Кавказ» — «Ингушэнерго» (в основном), а также правительству Ингушетии и иным организациям.

## Теплоснабжение
Источником централизованного теплоснабжения в Ингушетии являются шесть котельных, работающих на природном газе и расположенных в г. Малгобек (2 котельные), г. Магас (1 котельная), г. Назрань (1 котельная), г. Карабулак (1 котельная), с. Яндаре (1 котельная). Общая мощность котельных — 28,9 Гкал/ч, отпуск тепловой энергии по итогам 2019 года — 15,5 тыс. Гкал. Кроме того, имеется большое количество мелких источников индивидуального теплоснабжения, обеспечивающих отдельные жилые дома.